# Jose Villarreal
Jose Villarreal (Inglewood, 10 december 1993) is een Amerikaans voetballer die in 2012 vanuit de jeugd een contract tekende bij Los Angeles Galaxy uit de Major League Soccer.

## Clubcarrière
Villarreal kwam uit de jeugdopleiding van Los Angeles Galaxy en tekende op 22 december 2011, op achttienjarige leeftijd, een contract bij de club. Hij maakte op 15 juli 2012 zijn debuut voor het eerste team als invaller voor Robbie Keane en maakte zijn eerste doelpunt op 18 juli 2012 tegen Vancouver Whitecaps waarmee hij voor zijn team een punt redde. Zijn eerste jaar bij de club bestond vooral uit korte invalbeurten en wedstrijden in de CONCACAF Champions League. In zijn tweede jaar bij de club kreeg hij echter meer speeltijd en stond hij regelmatig in de basis. Op 20 december 2013 werd Villarreal verhuurd aan het Mexicaanse Cruz Azul. Zonder ook maar één keer uit te komen voor het eerste van Cruz Azul keerde Villarreal op 1 augustus 2014 terug bij de Galaxy.

## Interlandcarrière
Villarreal is voor verschillende jeugdteams van de VS uitgekomen en speelde in 2013 met de Verenigde Staten op het Wereldkampioenschap voetbal onder 20 - 2013.

## Trivia
- De naam van Jose Villarreal werd in het voetbalspel FIFA 13 verkeerd gespeld, namelijk als Jose Villareal.